# Jaime Jackson
Jaime Jackson (1947) è uno scrittore statunitense, ex maniscalco, docente esperto di cure degli zoccoli ed autore di ricerche di cavalli selvaggi nel Gran Bacino degli Stati Uniti.
Nel mondo equestre è meglio conosciuto per la diffusione della pratica del pareggio, un mantenimento naturale (e talvolta anche cura), dettagliato per la prima volta nel suo libro "The Natural Horse: Lessons from the Wild" (1992). Il suo lavoro successivo, "Paddock Paradise: A Guide to Natural Horse Boarding", divenne poi la base per un sistema di gestione alternativo per equini domestici noto anche come "Track System". Il lavoro di Jackson si fonda su 4 pilastri, tuttora le linee guide della sua scuola.

## Carriera
Il libro "The Natural Horse" si basa su una serie di studi condotti da Jackson dal 1982 al 1986 sul cavallo Mustang, nel suo ambiente naturale del Great Basin degli Stati Uniti occidentali. Jackson scoprì, non solo che i cavalli selvaggi vivono più a lungo rispetto ai cavalli domestici, ma che non soffrono di malattie comuni in ambienti di "cattività", quali la navicolite e la laminite. In seguito alle sue ricerche, Jackson iniziò a sperimentare sugli zoccoli dei cavalli domestici per trovare un modo efficace per rifinire i loro piedi e consentire loro di rimanere scalzi ("barefoot"). Nel 1990 interruppe tutte le ferrature e iniziò ad applicare un modello esemplificando la salute del cavallo selvaggio. Cominciò a credere che anche i cavalli domestici con gravi patologie ritenute incurabili da veterinari e maniscalchi, i cui sintomi si manifestano soprattutto negli zoccoli, potessero, nel tempo, essere curati naturalmente.
All'inizio degli anni 2000, Jackson fondò l'American Association of Natural Hoof Care Practitioners (AANHCP), un'organizzazione senza scopo di lucro dedicata all'istruzione, alla formazione e alla certificazione di professionisti in cure naturali degli zoccoli. Da allora, l'organizzazione ha ampliato il suo ambito e cambiato il suo nome in Association for the Advancement of Natural Horse Care Practices, di cui Jackson è il direttore esecutivo. Nel 2009 Jamie Jackson fondò l 'Institute for the Study of Natural Horse Care Practices, noto anche come ISNHCP, unico istituto al mondo a fornire istruzione sulla cura naturale dello zoccolo basato sulle sue scoperte continuamente rifinite.
Nel giro di pochi anni, si è formato così un grande movimento, conosciuto oggi a livello mondiale come "Barefoot", che promuove i benefici salutari del non usare i ferri, ed una cura generale naturale del cavallo domestico. Secondo il veterinario Robert Cook, professore emerito di chirurgia presso la Cummings School of Veterinary Medicine e presso la Tufts University nel Massachusetts, Jackson ha accumulato negli anni "prove inconfutabili che smentiscono l'affermazione che i cavalli domestici hanno bisogno di ferri".
Il libro di Jackson, "Paddock Paradise: A Guide to Natural Boarding (2006)", esplora ulteriormente il concetto di utilizzare cure naturali per ripristinare e mantenere una salute ottimale.
Al momento Jackson non prende clienti, ma concentra i suoi sforzi nella formazione di esperti certificati da ISNHCP, consulenze private e nuovi scritti.

## I 4 pilastri ("The Four Pillars")
Il modello di mantenimento dello zoccolo ideato da Jaime Jackson si basa su 4 principi fondamentali. I professionisti certificati ISNHCP si distinguono per il loro impegno nel rispettare e mantenere i 4 pilastri come linee guida del proprio lavoro. Questi sono:
1. Lascia ciò che ci deve essere in natura ("Leave that which should be there naturally").
2. Rimuovi solo ciò che in natura si consumerebbe da solo ("Take only that which should be worn away naturally in the wild").
3. Permetti di crescere a ciò che sarebbe presente in natura e non è causato da forze innaturali ("Allow to grow that which should be there naturally but is not due to unnatural forces").
4. Ignora tutte le patologie ("Ignore all pathology").